# Stazione di Tennōdai
La stazione di Tennōdai (天王台駅?, Tennōdai-eki) è una stazione ferroviaria di Abiko, città della prefettura di Chiba e servita dalle linee Jōban locale e rapida della JR East.

## Linee
JR East
■ Linea Jōban (locale)
■ Linea Jōban Rapida

## Struttura
La stazione è dotata di tre banchine centrali a isola e una banchina laterale con un totale di sette binari.
| 1 | ■ Linea Jōban Rapida   | per Toride, Tsuchiura, Mito e Iwaki                                  |
| 2 | ■ Linea Jōban Rapida   | per Matsudo, Kita-Senju, Nippori e Ueno                              |
| 3 | ■ Linea Jōban (locale) | per Toride                                                           |
| 4 | ■ Linea Jōban (locale) | per Kashiwa, Shin-Matsudo, Kita-Senju, Nishi-Nippori e Yoyogi-Uehara |

## Stazioni adiacenti
| «                            | Servizio             | »                    |
| Linea Jōban - Rapida         | Linea Jōban - Rapida | Linea Jōban - Rapida |
| ---------------------------- | -------------------- | -------------------- |
| Abiko                        | Rapido               | Toride               |
| Il Rapido speciale non ferma |                      |                      |
| Linea Jōban - Locale         |                      |                      |
| Abiko                        | Locale               | Toride               |